# Nikon Coolpix P50
Le Nikon Coolpix P50 est un appareil photographique numérique de type compact fabriqué par Nikon, de la série Nikon Coolpix.

## Description
Matériel haut de gamme commercialisé depuis octobre 2007 au prix public de 229 €, l'appareil possède une définition de 8,1 mégapixels, un zoom optique grand angle de 3,6x et mesure 9,45 x 6,6 x 4,4 cm.
Sa portée minimum de la mise au point est de 50 cm mais ramenée à 5 cm en mode macro.

Il est équipé du système "D-lighting" développé par Nikon qui permet éclaircir les zones sous-exposées d'une image directement à partir de l'appareil et de la fonction "AF Priorité visage" qui permet d'avoir des portraits d'une bonne luminosité puisque l'appareil détecte les visages et réalise la mise au point dessus.

Son système de stabilisation électronique "VR" (Vibration Reduction) permet de supprimer le flou de bougé pendant l’enregistrement de clips vidéo ou d'image.

Son automatisme gère 15 modes Scène pré-programmés afin de faciliter les prises de vues (portrait, portrait de nuit, sport, paysage, fête/intérieur, plage/neige, coucher
de soleil, feux d’artifice, nocturne, macro, musée, aurore/crépuscule, reproduction, contre-jour, panorama assisté).

L’ajustement de l'exposition est possible dans une fourchette de ±2.0 par paliers de 0,33 EV.

La balance des blancs se fait de manière automatique, mais également semi-manuelle avec 5 options pré-réglées (lumière du jour, lumière incandescent, nuageux, éclair et tubes fluorescents).

La fonction "BSS" (Best Shot Selector) sélectionne parmi dix prises de vues successives, l'image la mieux exposée et l'enregistre automatiquement.

Son flash incorporé a une portée effective de 0,5 à 6,9 m en grand angle et 0,5 à 3,4 m en téléobjectif et dispose de la fonction atténuation des yeux rouges.
Son mode rafale permet de prendre 1,2 image par seconde.

## Caractéristiques
- Capteur CCD taille 1/2,5 pouce - définition : 8,29 millions de pixels - effective : 8,1 millions de pixels
- Zoom optique : 3,6x, numérique : 4x
  - Distance focale équivalence 35 mm : 28-102 mm
  - Ouverture maximale de l'objectif : F/2,8-F/5,6
- Vitesse d'obturation : 4 à 1/1000 seconde
- Sensibilité : Auto : 64 ISO à 1000 ISO - Manuel : 64 - 100 - 200 - 400 - 800 - 1600 - 2000 ISO
- Stockage : Secure Digital SD et SDHC - mémoire interne de 52 Mo
- Définition image maxi : 3264x2448 au format JPEG EXIF 2.2
- Autres définitions : 5M: 2592×1944, 3M: 2048×1536, 2M: 1600×1200, 1M: 1280×960, PC: 1024×768, TV: 640×480, 3:2: 3984×2656, 16:9: 3968×2232
- Définitions vidéo : 160×120, 320×240 et 640×480 à 15 images par seconde et 640×480 à 30 images par seconde au format QuickTime.
- Connectique : Ports I/O USB 2.0, audio-vidéo
- Compatibilité PictBridge et ImageLink
- Écran LCD de 2,4 pouces - matrice active TFT de 115 000 pixels.
- Batterie (x2) type AA (LR6) alcaline ou option batteries rechargeables Ni-MH type EN-MH1
- Poids : 160 g sans accessoires (batteries et carte mémoire)
- Finition : couleur titane ou noir